# Lóth Balázs
Lóth Balázs Andor (1977. augusztus 16. –) magyar filmrendező, forgatókönyvíró, operatőr, kreatív producer.

## Életpályája
Budapesten nőtt fel. Édesanyja magyar–filozófia szakos középiskolai, édesapja egyetemi tanár volt. Első diplomáját a Szegedi Tudományegyetem kommunikáció szakán, televíziós szakirányán (operatőr képzéssel) szerezte 1996–2000 között, többek között Megyesi Gusztáv is tanította. A végzést követően a New York Film Academy Total Immersion Course-on, majd a Budapest Cinematography Masterclass 2003-on, ahol Zsigmond Vilmostól és Kovács Lászlótól tanult. 2005–2010 között a Színház- és Filmművészeti Egyetemen Grunwalsky Ferenc és Kende János osztályában filmrendezőként végzett.
Házas, feleségétől egy fia született. 

## Filmrendezői munkássága
- Nincs mese (2004)
- C-változat (2007)
- Epilógus (2010)
- The Age of Criminals (2018)
- Drága örökösök (2019)
- 200 első randi (2018–2019)
- Pesti balhé (2020)[7]
- A mi kis falunk (2019-2024)
- Most vagy soha! (2024)

## Operatőri munkássága
- A nagy dobás (2018)